# Бекеріх (комуна)
Бекеріх (люксемб. Biekerech, фр. Beckerich, нім. Beckerich) — комуна Люксембургу. Входить до складу кантону Реданж в окрузі Дикірх.

## Географія
Площа території комуни складає 28,41 км² (22-е місце за цим показником серед 116 комун Люксембургу).
Висота найвищої точки комуни над рівнем моря становить 400 метрів (58-е місце за цим показником серед комун країни), найнижчої — 265 метрів (75-е місце).

## Демографія
Станом на 2011 рік на території комуни мешкало 2 307 ос.
Динаміка чисельності населення:

## Адміністративний поділ
До складу комуни входять такі поселення:
| Поселення  | Населення за даними переписів: | Населення за даними переписів: | Населення за даними переписів: |
| Поселення  | на 31.03.1981                  | на 01.03.1991                  | на 15.02.2001                  |
| ---------- | ------------------------------ | ------------------------------ | ------------------------------ |
| Бекеріх    | 516                            | 526                            | 635                            |
| Ельванж    | 92                             | 93                             | 91                             |
| Ховеланж   | 198                            | 214                            | 270                            |
| Хуттанж    | 37                             | 39                             | 35                             |
| Левеланж   | 27                             | 31                             | 41                             |
| Нерданж    | 253                            | 306                            | 441                            |
| Оберпаллен | 200                            | 271                            | 374                            |
| Швайх      | 169                            | 167                            | 184                            |